# Jamie O'Hara
Jamie Darryl O'Hara (Dartford, 25 settembre 1986) è un ex calciatore inglese, di origini irlandesi, di ruolo centrocampista.

## Biografia
Nel 2009 si è fidanzato ufficialmente con la modella connazionale Danielle Lloyd, da cui ha avuto due figli: Archie e James.
Dopo essersi sposata nel 2012, la coppia ha divorziato nel 2014.

## Palmarès
- Coppa di Lega inglese: 1

Tottenham: 2007-2008